# O'nyong'nyong virus
O'nyong'nyong virus è un virus della famiglia Togaviridae, genere Alphavirus, isolato per la prima volta in Uganda dall'Uganda Virus Research Institute nel 1959.

## Trasmissione
O'nyong'nyong virus è trasmesso solamente dalla puntura di una zanzara del genere Anopheles infetta.

## Epidemiologia
Vi sono stati solo due episodi di epidemia dovuti a questo virus.
Il primo si è manifestato principalmente in Uganda, Kenya, Congo e Tanzania tra il 1959 ed il 1962. Fu proprio durante questa epidemia che si riuscì ad isolare il virus dal sangue dei contagiati ed alcune anophele catturate nelle prime zone colpite dall'epidemia.
La seconda epidemia si limitò all'Uganda nel periodo tra il 1996-1997. Questa seconda epidemia suggerisce l'idea che il virus necessiti di un periodo tra i 40-50 anni per colpire di nuovo.

## Clinica
I sintomi variano da rash, febbre, dolore addominale e agli occhi, letargia e linfoadenomegalia.

## Trattamento
La terapia è esclusivamente sintomatica ed è basata su FANS ed eventualmente corticosteroidi.